# Тупак Катарі
Тупак Катарі (ісп. Túpac Katari, при народженні Хуліан Апаса Ніна; прибл. 1750 — 13 листопада 1781) — корінний аймара, вождь повстання у Верхньому Перу колоніальної епохи, який блокував Ла-Пас протягом шести місяців. Разом з ним брали участь його дружина Бартоліна Сіса та сестра Грегорія Апаса. Іспанські лоялісти придушили повстання, а Катарі четвертували.

## Біографія
Народився як Хуліан Апаса в юрисдикції Сікасіка. Пізніше переїхав до сусіднього міста Айо-Айо. Народився селянином і працював торговцем кокою та сукном.
Як аймара, взяв ім'я «Тупак Катарі» на честь двох попередніх лідерів повстанців: Томаса Катарі та Тупака Амару, 1572 року страчених іспанцями.
Зібрав армію чисельністю близько 40 000 осіб і 1781 року взяв в облогу Ла-Пас. Разом з дружиною Бартоліною Сіса тримали облогу з березня по червень і з серпня по жовтень. Сіса командувала облогою та відіграла вирішальну роль після захоплення у полон Катарі у квітні. Облогу прорвали іспанські колоніальні війська, які просувалися з Ліми та Буенос-Айреса. Під час облоги загинуло близько 20 000 осіб.
Того ж року Катарі знову розпочав облогу, цього разу до нього приєднався Андрес Тупак Амару, племінник Тупака Амару II, але Катарі бракувало сил, щоб утриматись.
|  | 5 серпня Тупак Катарі та його війська взяли в облогу місто, а за кілька тижнів до них приєдналися війська під командуванням Андреса Тупака Амару. У середині вересня інший двоюрідний брат лідера повстанців інків, Мігель Бастідас Тупак Амару, прибув з допомогою в облозі, але іспанські лоялісти на чолі з Джозефом Резегіном 17 жовтня 1781 року остаточно прорвали її. Коли роялістська петля затягнулася, Тупака Катарі схопили і стратили 13 листопада. Дієго Крістобаля Тупака Амару схопили у Маркапаті в Еспіканкісі 15 березня 1782 року. Мігель Бастідас Тупак Амару домігся помилування, допомагаючи іспанцям придушити те, що залишилося від повстання. |

Катарі мав репутацію лютого та часто жорстокого вождя. Про нього говорили «вбивства та величезне насильство». Застосовував насильством не лише до своїх ворогів, а й до тих, хто воював на їхньому боці, страчуючи людей за те, що вони «виступали проти нього, крали його майно, діяли зухвало, кидали виклик його владі або принижували».
У день своєї смерті 13 листопада 1781 року останні слова Катарі були: «Nayawa jiwtxa nayjarusti waranqa waranqanakawa kutanipxa» (з аймарської мови «Я помираю, але завтра повернуся тисячею тисяч»).

## Повстання

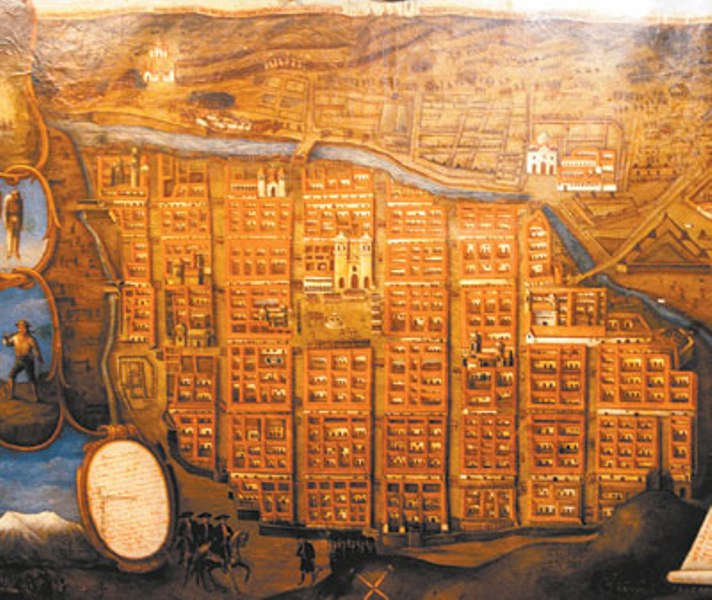
План міста Ла-Пас 1781 року

Для повстання Тупак Катарі сформував армію з сорока тисяч воїнів і 1781 року двічі брав в облогу іспанське місто Ла-Пас. Однак дві спроби закінчилися невдачею через політичні та військові маневри іспанців, а також союзи з лідерами корінного населення проти Тупака Катарі. Зрештою, всіх лідерів повстання заарештували та стратили, включно з рідньою Тупака Катарі, Бартоліну Сісу та Грегорію Апасу.
Серед заарештованих була Марія Лопес. 1781 року вона стала коханкою Катарі, за її словами, під примусом. Вважаючи її жертвою вождя корінних народів Лопес відпустили.
Це повстання корінного населення наприкінці XVIII століття було найбільшим географічно поширеним й отримало найбільшу підтримку, щоб остаточно придушити його знадобилось два роки.
Повстанці тримали в облозі місто Ла-Пас з 13 березня 1781 року протягом 109 днів. Віцекороль Агустін де Хаурегі скористався низьким моральним духом повстанців і запропонувати амністію тим, хто здасться. Низка лідерів і вождів здалися. Тупак Катарі, який не прийняв амністію та вирушив до Ачакачі для відновлення розпорошених сил, але деякі послідовники зрадили його. Катарі захопили іспанці в ніч проти 9 листопада 1781 року.
За зусилля та жертви, які довелося витримати іспанцям Ла-Паса, королівським указом від 20 травня 1784 року місту надали звання «благородного, мужнього та вірного» (королю Іспанії).

## Спадщина

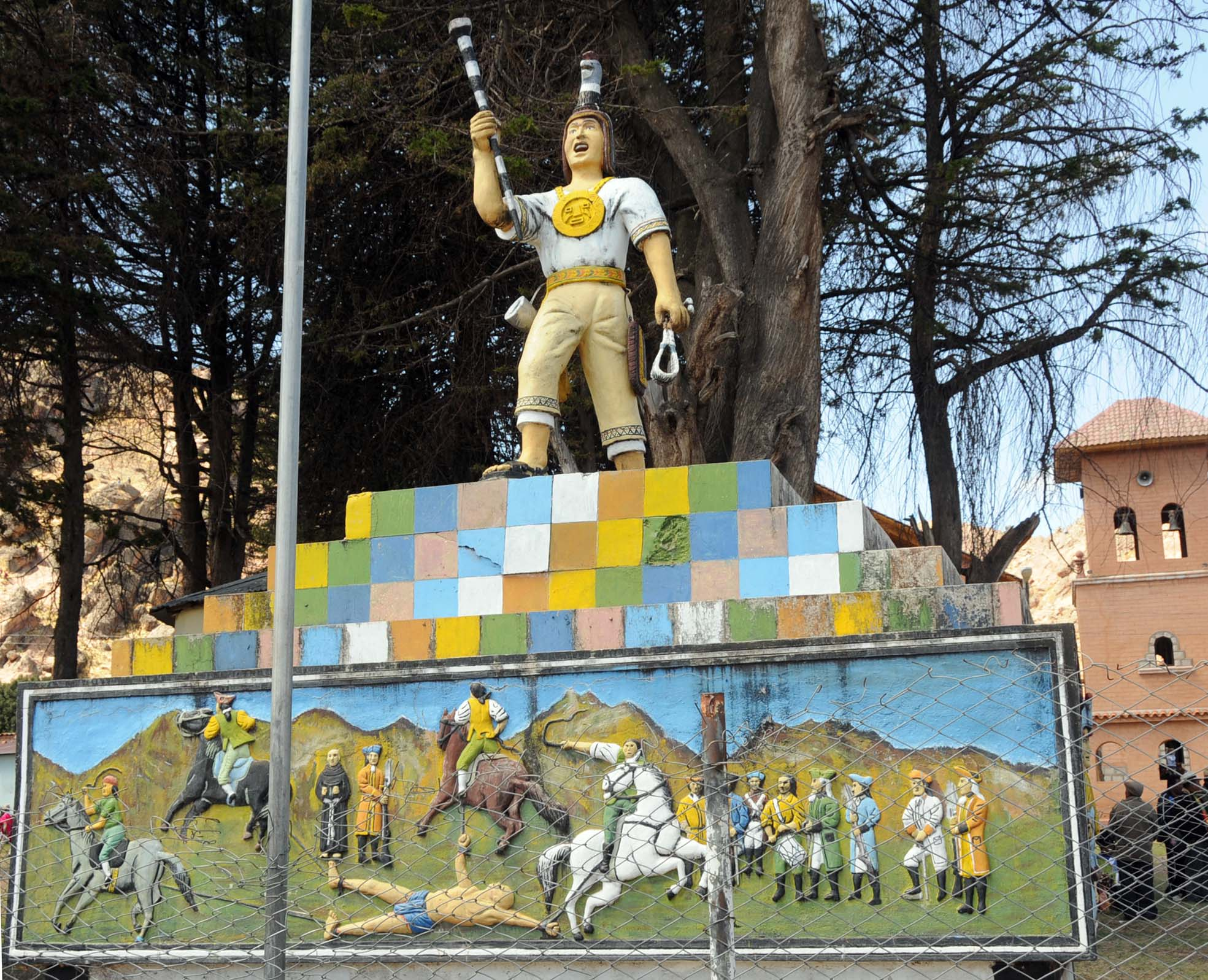
Пам'ятник Тупаку Катарі в місті Пеньяс

За свої зусилля, пережиті зраду, поразку, тортури та жорстоку страту, Тупак Катарі є герєм для сучасних рухів корінних народів Болівії, які називали свою політичну філософію «катаризм». Також болівійське партизанське угруповання, Партизанська армія Тупака Катарі, назване на його честь.
У Болівії 15 липня 2005 року президент Едуардо Родрігес оголосив національним героєм і героїнею аймара Хуліана Апасу та Бартоліну Сісу.
В Аргентині 25 травня 2010 року відкрили Галерею південноамериканських патріотів, в якій Болівію представили портрети Тупака Катарі, Педро Домінго Мурільйо та Бартоліни Сіси. Картини знаходиться у «Залі двохсотрічних героїв» у Каса-Росада.
Перший болівійський телекомунікаційний супутник Тупак Катарі 1 названий на його честь.
2019 року його зображення з'явилося на банкноті номіналом 200 болівійських болівіано.